# Eigiau und Coedty

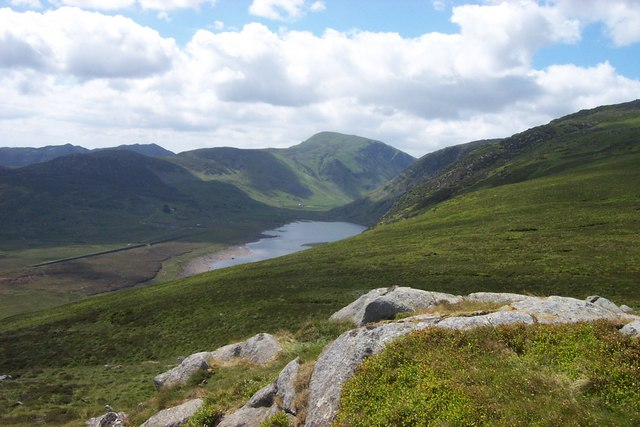
Llyn Eigiau

Die beiden Talsperren Eigiau und Coedty bei Dolgarrog in Nord-Wales, Großbritannien brachen am 2. November 1925 nacheinander in einem Kaskadenbruch. Es gab durch die Flutwelle wahrscheinlich 16 Tote; auch Opferzahlen von 10 oder 11 werden genannt.

## Die beiden Talsperren
Die Staumauer Eigiau (Eiguiau) war 1908 als Gewichtsstaumauer aus Beton mit einer Höhe von 11 m oder 12 m am Conwy gebaut worden. Sie war 1000 m lang und hatte einen Stauinhalt von 4 Mio. m³. Die Talsperre gehörte einer Aluminiumfabrik.

53° 10′ 0″ N, 3° 54′ 46″ W
Der Staudamm Coedty war 1924 gebaut worden und war ein Erddamm. Er lag unterhalb von Eigiau ebenfalls am Conwy.
Dieser Stausee ist kleiner als der Eigiau-Stausee.

53° 10′ 58″ N, 3° 51′ 50″ W

## Die Katastrophe
Am Montag, dem 2. November brach ein Teil der Eigiau-Staumauer, weil die Gründung versagte ("Piping" durch Ausspülungen im Untergrund). Durch eine Bresche von 70 mal 12 Fuß (21 mal 3,6 Meter) stürzte eine Flutwelle von 50 Millionen Kubik-Fuß (ca. 1,35 Mio. m³) das Tal hinunter in den fast vollen Coedty-Stausee. Dieser Damm wurde von den Wassermassen überströmt, weil die Hochwasserentlastung dafür nicht groß genug bemessen war, und brach deshalb auch. Dabei wurden zusätzlich Wassermengen von 70 Millionen Gallonen (ca. 0,26 Mio. m³) freigesetzt.
Die hieraus entstehende Flutwelle aus Wasser, Schlamm, Fels- und Betonbrocken traf um 21:15 Uhr auf das eine Meile (1,6 km) unterhalb gelegene Dorf Dolgarrog. Dort waren die meisten Bewohner glücklicherweise gerade bei einer Filmvorführung in einem Versammlungsraum, der hoch genug gelegen war. Weitere 200 Arbeiter in der Aluminiumfabrik blieben ebenfalls verschont.
Zehn Erwachsene und sechs Kinder wurden getötet und viele Häuser zerstört. Ein Opfer wurde erst zehn Monate später gefunden. Auch ein Kraftwerk wurde zerstört und der Strom fiel aus.

## Nachspiel

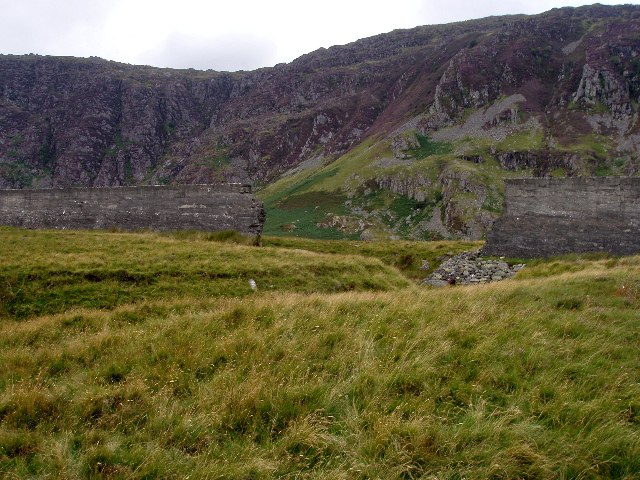
Gebrochene Eigiau-Staumauer

Später kam heraus, dass die Verantwortlichen von Baumängeln wussten, sie aber geheim hielten. Niemand wurde verantwortlich gemacht und zwei Straßen im wieder aufgebauten Dorf wurden sogar nach Direktoren der Aluminium-Gesellschaft benannt.
Einige Felsbrocken von der Größe eines Hauses sind noch heute in dem Dorf zu sehen.
Die Eigiau-Staumauer wurde im Gegensatz zum Coedty-Staudamm nicht wieder aufgebaut; die Ruinen sind noch heute zu sehen.